# Ponurnikowate
Ponurnikowate (Tapinellaceae C. Hahn) – rodzina podstawczaków zaliczana do rzędu borowikowców (Boletales), której typem nomenklatorycznym jest ponurnik (Tapinella).

## Charakterystyka
Grzyby należące do tej rodziny to saprotrofy rozwijające się w drewnie. Wytwarzają mięsiste owocniki o ekscentrycznym trzonie, bocznie przyrośnięte lub rozpostarte na substracie. Ich hymenofor przypomina rozgałęzione i anastomozujące blaszki. Zarodniki ponurnikowatych są eliptyczne, gładkie.

## Taksonomia
Rodzina ta została utworzona przez Christopha Hahna w artykule Studien zur Systematik der Paxillaceae, opublikowanym w „Sendtnera” z 1999 r., na podstawie wcześniejszej propozycji Marcela Locquina z 1984 r:

Tapinellaceae Ch. Hahn, fam. nov.
   Carpophora carnosa, pileo excentrico vel laterale vel sessile, basidiomata rare campaniformia vel resupinata; hymenium lamelliformia; lamellae bifurcatae vel anastomisantes, decurrentes; trama lamellarum aetate progresso bidirectionalis; cystidia deficientia; pilei- et stipitipellis trichodermiformes vel pilosa, hymenium stipitis deficiens; sporae ellipticae, laeves; Rhizomorphae complexae, hyphis vasiformibus parietibus incrassatis, nodi deficiens; cystidia mycelii deficiens; hyphae fibuligerae, rare bifibuligerae, sed septa simplicia interdum praesentia; mycelia chlamydosporigerae; habitat: lignicol.
Typus: Tapinella Gilbert.

Rodzina Tapinellaceae jest zaliczana według Index Fungorum do rzędu Boletales i należą do niej rodzaje:
- Bondarcevomyces Parmasto 1999
- Pseudomerulius Jülich 1979 – stroczniczek
- Tapinella E.-J. Gilbert 1931 – ponurnik[3],